# Oana Petrovschi
Oana Petrovschi (* 5. Februar 1986 in Bârlad) ist eine ehemalige rumänische Kunstturnerin.
Als Petrovschi ein Jahr alt war, zog ihre Familie in den Banat, wo sie im Alter von sieben Jahren mit dem Turnen begann. Im Jahr 2000 war Petrovschi Ersatzturnerin für die Junioren-Europameisterschaften in Paris, kam aber nicht zum Einsatz.
2002 war Petrovschis erfolgreichstes Jahr. Bei den Turn-Europameisterschaften 2002 im griechischen Patras gewann sie beim Pferdsprung hinter der Russin Natalja Siganschina und der Niederländerin Verona van de Leur die Bronzemedaille. Außerdem erreichte sie im Mehrkampf den fünften Platz.
Bei den Turn-Weltmeisterschaften 2002 in Debrecen (Ungarn) wurde Petrovschi hinter der Amerikanerin Ashley Postell Vize-Weltmeisterin am Stufenbarren. Außerdem erreichte sie im Bodenturnen das Finale, in dem sie Vierte wurde.
Verletzungsbedingt beendete Petrovschi 2003 ihre Karriere. 2005 verklagte sie ihre ehemaligen Trainer wegen Misshandlungen im Training, zog die Klage dann aber zurück. Später wanderte Petrovschi nach Kanada aus. Sie ist mit einem US-Bürger verheiratet und arbeitet als Trainerin.